# 石悦军
石悦军（1971年3月5日—2006年12月20日），人称“吉林屠夫”，中华人民共和国连环杀手，于2006年9月24日至9月29日在吉林省柳河县和通化县致12死5伤，同年11月25日被判处死刑，12月20日被执行死刑。

## 生平
石悦军1971年3月5日生于吉林省柳河县，家住通沟村，是一名杀猪的屠夫。他的妻子说他是一个性格内向的人，不愿与他人交往，并且在与他人发生冲突后总是会耿耿于怀。 
案发前两个月，他去通化看心理医生，心情改善很多，之后便和妻子去上海、苏州和杭州旅游。

## 案发
2006年9月24日上午，石悦军驾车到通化县二密镇，杀害了李振军（一说李振君）和曾经处罚过他的畜牧站副站长王玉良及其妻子和父母。王玉良的亲戚王玉宏（一说王玉红）赶来用铁锹与石悦军搏斗时，被他刺伤腹部。然后，石悦军驾车前往柳河县柳南乡，杀死了不进他猪肉卖的小卖店店主刘国华，刺伤了刘国华的妻子。他还杀死了邻居王刚，因为王刚嫌他给的工资低。然后，他前往三源浦镇，杀死了小卖店店主和屠宰场管理人员于洪勇（一说于宏勇）并刺伤其妻子后逃离。于洪勇也曾处罚过石悦军。 
很快，警方便认定石悦军为犯罪嫌疑人，并在当地设卡拦截。通化警方悬赏10万元人民币。9月27日，石悦军来到通沟村向孙洪连及其妻子讨饭吃，将两人杀害后再次逃窜。9月28日，公安部发布A级通缉令，悬赏5万元人民币。共有2000名民警，以及武警官兵、民兵预备役人员和群众等12000人参与到追捕行动中。 
9月29日上午，石悦军在柳河县吕家堡子村赵玉福家躲藏，被发现后又造成3死1伤。中午，石悦军在附近的玉米地中被捕。石悦军被押到长春，对自己的犯罪行为供认不讳。

## 受害人

### 死
| - 李振军（一说李振君） - 王玉良 - 张莉莉，王玉良之妻 - 王贵禄，王玉良之父 - 李秀梅，王玉良之母 - 刘国华 | - 于洪勇（一说于宏勇） - 孙洪连，45岁 - 刘继芬, 孙洪连之妻 - 赵玉福 - 管秀梅，赵玉福之妻 - 赵金凯，41岁 |

### 伤
- 王玉宏（一说王玉红）
- 曹德芹，刘国华之妻
- 王刚
- 谢红艳，于洪勇之妻
- 刘金平

## 审判
2006年11月25日，石悦军被以故意杀人罪判处死刑，同年12月20日在通化被枪决。